# Ньюпорт (Острів Вайт)

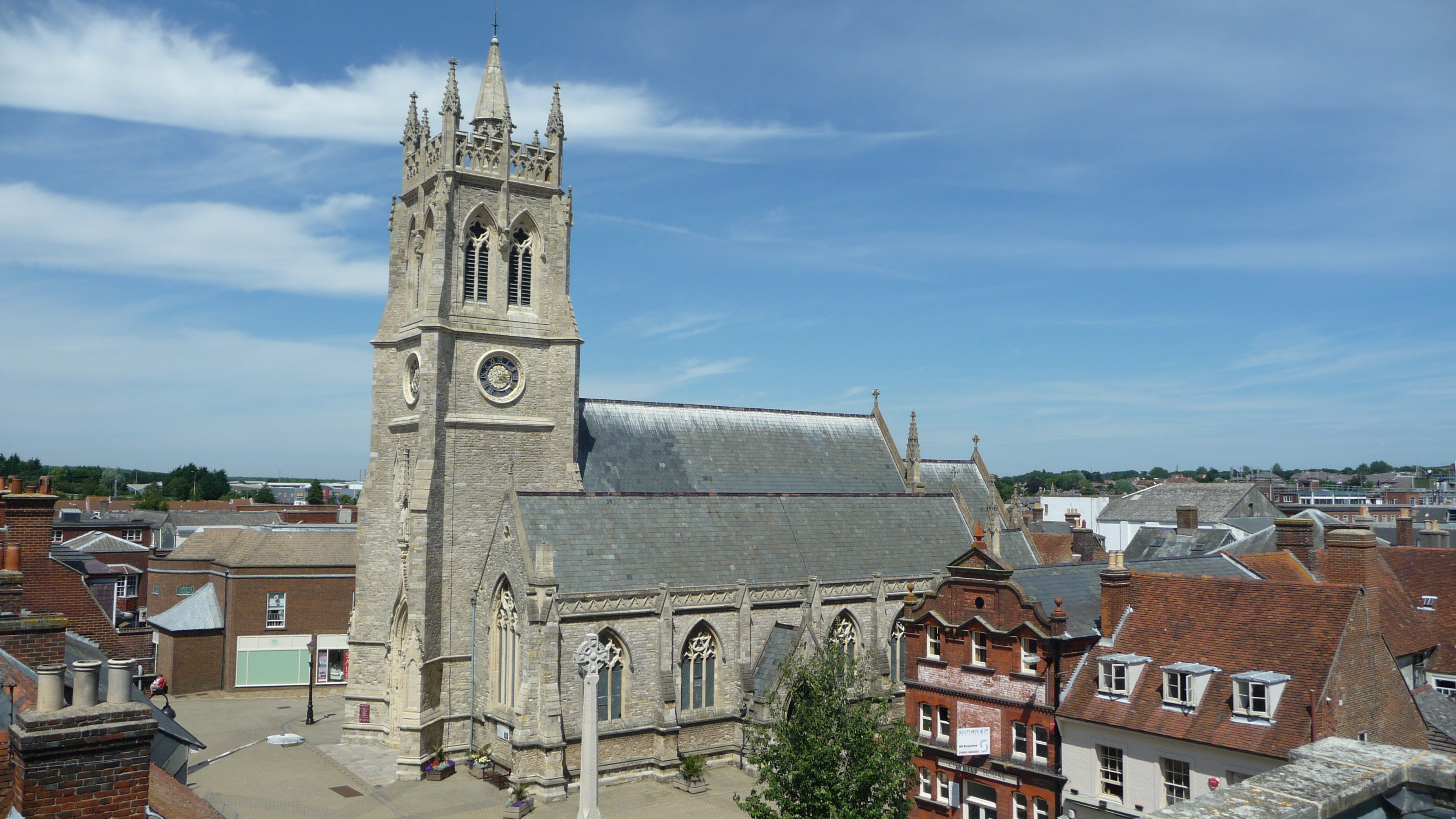
Церква Святого Томаса

Ньюпорт — місто, розташоване в самому центрі острова Вайт, є адміністративним центром графства Острів Вайт.
Населення — 23 957 мешканців (2001).
Це рідне місто акторки Джулії Брек.